# Winter van 1962-1963

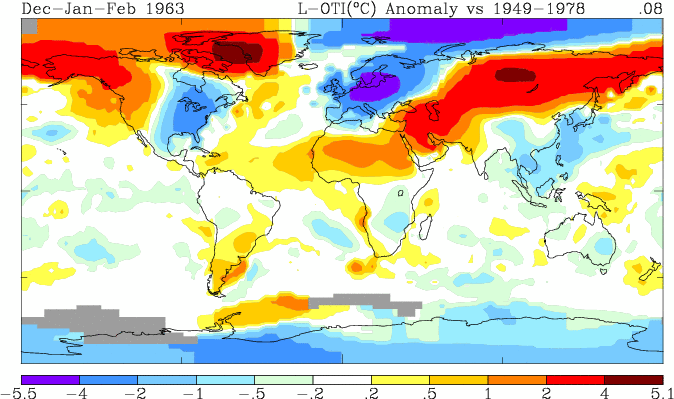
Temperatuurafwijking (anomalie) winter 1962-1963 ten opzichte van het gemiddelde over 1948-1979

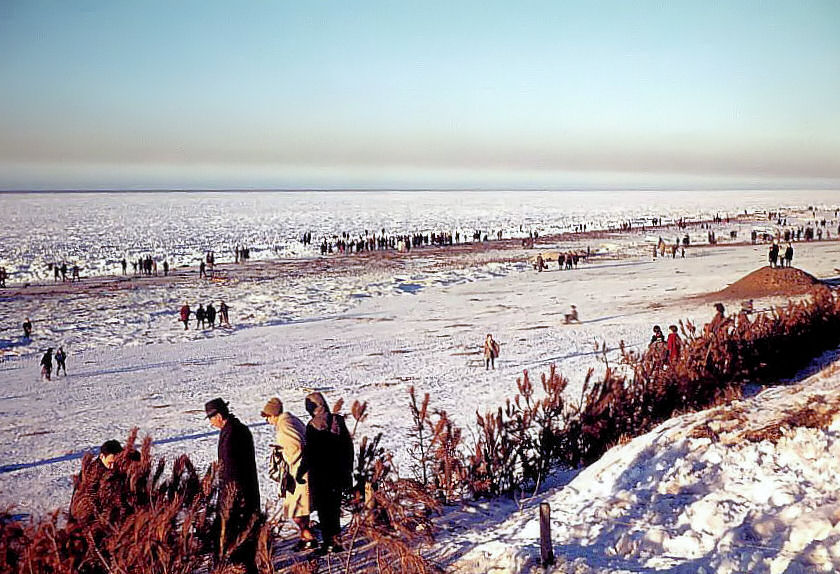
Bevroren branding aan de Noordzeekust

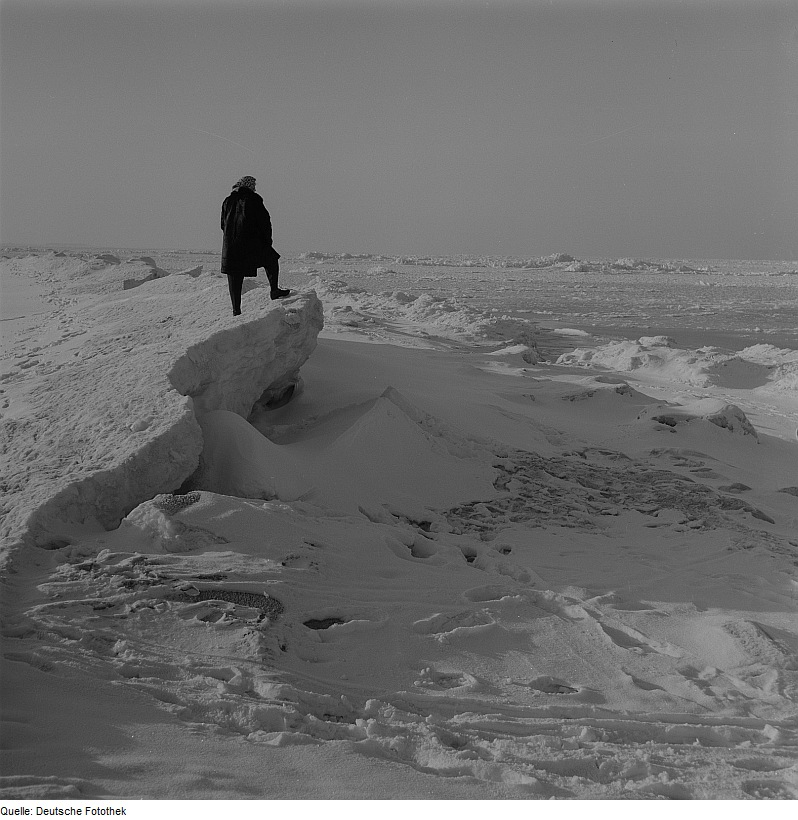
De winter van 1963 op het Duitse eiland Rügen

Temperatuurgrafiek Würzburg 1963

De winter van 1962–1963 (Engels: Big Freeze of 1963) was de koudste winter in Nederland en België samen met winter van 1829-1830 sinds minstens 1684. Met een hellmanngetal van 337,2 voor De Bilt was deze winter slechts iets minder streng dan voorgenoemde. Over de maanden december tot en met februari had De Bilt een gemiddelde temperatuur van -3,1 °C, Ukkel kwam uit op -2,0 °C. Op veel plaatsen in Nederland en België zou het bijna drie maanden achtereen elke dag vriezen, terwijl het noordoosten van Nederland al die tijd onder de sneeuw lag. Het was vooral de lange duur van de winter die bijzonder was, niet de laagte van de temperaturen; wat dat betreft, werd er in deze winter geen absoluut record gebroken.

## December
Na een winterprik in november viel de winter vroeg in en de eerste vijf dagen van december leverden al 13 hellmannpunten op. Op 5 december 1962 was er sprake van zeer dichte mist, die veel verkeersongevallen veroorzaakte. Op 8 december, de dag dat de voormalige koningin Wilhelmina werd bijgezet in de grafkelder van Oranje-Nassau in de Nieuwe Kerk in Delft, vroor het tien graden. Daarna was er sprake van twee weken wisselvallig weer met veel regen en temperaturen die slechts af en toe onder nul uitkwamen. Op 21 december stroomde vrieskou uit over grote delen van Europa, waaronder Nederland en België. In de loop van Tweede Kerstdag viel de eerste sneeuw van betekenis deze winter. Op zondag 23 december vond het drama van Hellum plaats, waarbij vier mensen om het leven kwamen. Het ging om twee volwassen mannen en twee kinderen van 11 en 12 jaar. De jongens verdronken bij het schaatsen op het Schildmeer; de mannen kwamen om het leven toen zij het meer opgingen om de jongens te zoeken. Op 28 december bleek Schiermonnikoog onbereikbaar voor de rijksveerboot Brakzand. De ijsbreker voor de veerboot kwam niet meer door het ijs en het kleine konvooi moest de terugtocht aanvaarden.

## Januari
De eerste dagen van januari waren zeer koud. Op 2 januari 1963 werd bekend dat de strenge winter tot dan toe in Europa al 722 mensenlevens had gekost. Op 5 januari werd vanwege het ijs een luchtbrug ingesteld vanaf Vliegbasis Leeuwarden naar de eilanden Ameland en Schiermonnikoog. Hierna vond een bescheiden dooiaanval plaats. "Afscheid van de winter" kopte een krant op 5 januari. Enkele dagen later stroomde echter opnieuw vrieskou toe, waarna de wind naar het noordoosten draaide en de temperatuur ver daalde. Op 11 januari vond een sneeuwstorm plaats. In het plaatsje Hem ten zuidwesten van Enkhuizen werden vele boerderijen door sneeuw van het IJsselmeer, die over de dijk heen op grote bergen was gewaaid, geïsoleerd. Vanaf 14 januari waren ook Vlieland en Terschelling niet meer per boot bereikbaar, een dag later werd ook de veerdienst op Schouwen-Duiveland stilgelegd. Op 18 januari werd de twaalfde Elfstedentocht verreden. Deze dag was zeer koud, de schaatsers vertrokken bij een temperatuur van 18 graden onder nul. In Joure vroor het die morgen 21 graden. Op de Baraque Michel (Jalhay) werd een temperatuur gemeten van -19,1°C.
Van 18 tot 25 januari vroor het elke nacht meer dan 10 graden in Nederland. Het dikker wordende ijs zorgde voor steeds meer problemen. Op de rivieren bevond zich veel drijfijs, dat het scheepvaartverkeer bijna onmogelijk maakte. In Rotterdam ontstonden problemen met het drinkwater, dat door het ijs niet meer van open water kon worden onttrokken. Aan het eind van de maand werd het iets minder koud.

## Februari
Met een gemiddelde temperatuur van -3,4 °C was ook februari zeer koud. Verschillende dooi-aanvallen mislukten en er waren opnieuw sneeuwjachten. Daarna volgden dagen waarop het 's ochtends 10 tot 20 graden vroor; in Eelde kwam de temperatuur op 11 dagen onder -10°, met -19,2 °C als minimum op de 25e. In het noorden bleef het in februari op 20 tot 26 dagen de hele dag vriezen. Op 2 februari werd bekendgemaakt dat de winter in Europa tot dan toe circa 1.300 levens had geëist. Enkele dagen later werd een toertocht over het ijs gehouden van Friesland naar Urk en terug met als eindpunt Lemmer.
Op 8 februari werd een verbod uitgevaardigd op het rijden met auto's op het IJsselmeer. Op 18 februari kon na enkele dagen dooi Schiermonnikoog weer worden bereikt. Nadat 50 mannen een pad hadden gehakt door de ijsbarrière voor de kust, had men half staande in het ijskoude water de lading kolen en 3½ ton levensmiddelen uit de Brakzand aan wal kunnen brengen

## Maart
Ook de eerste week van maart bleef het vriezen. In deze week werden nog enige hellmannpunten gehaald, waardoor de winter van 1963 die van 1947 kon passeren als strengste winter van de eeuw. Vanaf 8 maart viel de dooi definitief in. Er zat toen in het noordoosten van Nederland een meter vorst in de grond, waardoor het smelt- en regenwater niet de grond in kon zakken. De rivieren en kustwateren zaten echter nog vol ijs en gaven nog veel problemen. In Gelderland en Overijssel liepen landerijen onder water als gevolg van ijsdammen in beken en kanalen.Springploegen van de 480-geniegroep ruimden de ijsdammen op. Op 13 maart moest de Knardijk tussen Lelystad en Harderwijk gesloten worden, vanwege kruiend ijs. Het vaarverbod op de Drentse kanalen werd met ingang van maandag 18 maart opgeheven. Het ijs op het IJsselmeer kwam in beweging, maar voor alle havens bevond zich nog middelzwaar vast ijs. Pas aan het einde van de maand was hier ook het ijs verdwenen.
Van 25 december 1962 tot 5 maart 1963 (gedurende 71 opeenvolgende dagen) lag er sneeuw op de grond in Ukkel. Bij de Baraque Michel lag er sneeuw van 12 november 1962 tot 20 maart 1963 op de grond in Hoge Venen.